# Suuri Pahasaari
Suuri Pahasaari är en ö i Finland. Den ligger i sjön Enonvesi och i kommunen Enonkoski i den ekonomiska regionen  Nyslotts ekonomiska region  och landskapet Södra Savolax, i den sydöstra delen av landet, 290 km nordost om huvudstaden Helsingfors. Öns area är 47,5 hektar och dess största längd är 1,5 kilometer i sydöst-nordvästlig riktning.